# Celtic Thunder
Celtic Thunder er en irsk sanggruppe og sceneoptræden, der er kendt for deres store og teatralske shows. Gruppen får backup af Celtic Thunder Band under deres koncertturnéer, og deres liveshows er kendt for brug af dramatiske kulisser, der ofte bruger symboler fra keltisk mytologi, visuelle effekter og koreografi.
Siden gruppes dannelse i 2007 har Celtic Thunder udgivet 12 studiealbums og 10 live DVD'er.

## Tidslinje
- Neil Byrne begyndte i 2007 som backupsanger og guitarist før han blev fuldt medlem.

## Diskografi

### Studiealbum
| Titel                               | Udgivet                                     | Medieformat | Medvirkende                                                                 | Noter                                                                     | Salgstal         | Certificeringer            |
| ----------------------------------- | ------------------------------------------- | ----------- | --------------------------------------------------------------------------- | ------------------------------------------------------------------------- | ---------------- | -------------------------- |
| Celtic Thunder: The Show            | 18 March 2008                               | CD & DVD    | Byrom, Donaldson, Harkin, Kelly, McGinty                                    |                                                                           | - US: 231,000[1] | - ARIA: 2× Platin (dvd)[2] |
| Celtic Thunder: Act Two             | 16 September 2008                           | CD          | Byrom, Donaldson, Harkin, Kelly, McGinty                                    |                                                                           | - US: 193,000[1] |                            |
| Celtic Thunder: Take Me Home        | 14 July 2009                                | CD & DVD    | Byrom, Donaldson, Harkin, Kelly, McGinty                                    |                                                                           |                  | - ARIA: Platin (dvd)[3]    |
| Celtic Thunder: It's Entertainment! | 9 February 2010                             | CD & DVD    | Byrne, Byrom, Donaldson, Harkin, Kelly, McGinty                             |                                                                           |                  | - ARIA: 2× Platin (dvd)[2] |
| Celtic Thunder: Christmas           | 12 October 2010                             | CD & DVD    | Byrne, Byrom, Donaldson, Harkin, Kelly, McGinty                             |                                                                           |                  | - ARIA: 2× Platin (dvd)[3] |
| Celtic Thunder: Heritage            | 22 February 2011                            | CD & DVD    | Byrne, Byrom, Cahill, Donaldson, Furlong, Harkin, Kelly, McGinty            |                                                                           |                  | - ARIA: Platin (dvd)[2]    |
| Celtic Thunder: Storm               | 20 September 2011                           | CD & DVD    | Byrne, Byrom, Donaldson, Harkin, Kelly, McGinty                             | recorded in 2009                                                          |                  | - ARIA: Gold (dvd)[2]      |
| Celtic Thunder: Voyage              | 28 February 2012                            | CD & DVD    | Byrne, Cahill, Furlong, Donaldson, Harkin, Kelly, McGinty                   |                                                                           | - US: 76,000[4]  | - ARIA: Platin (dvd)[5]    |
| Celtic Thunder: Voyage II           | 25 June 2012                                | CD & DVD    | Byrne, Byrom, Cahill, Furlong, Donaldson, Harkin, Kelly, McGinty            | for online purchase only, re-released 2015 as New Voyage                  |                  |                            |
| Celtic Thunder: Mythology           | 19 February 2013                            | CD & DVD    | Byrne, Cahill, Donaldson, Harkin, Keegan, Kelly                             | also available as 2 CD deluxe edition                                     |                  | - ARIA: Platin (dvd)[6]    |
| Celtic Thunder: Christmas Voices    | 11 October 2013                             | CD          | Byrne, Cahill, Donaldson, Harkin, Keegan, Kelly                             | re-released 2014 as Holiday Symphony, 2015 as The Classic Christmas Album |                  |                            |
| The Very Best of Celtic Thunder     | 13 March 2015                               | CD          | Byrne, Byrom, Cahill, Donaldson, Harkin, Keegan, Kelly, McGinty, O'Hanlon   | also features re-recorded tracks to include Keegan and O'Hanlon           |                  |                            |
| Celtic Thunder: Inspirational       | 29 September 2017                           | CD          | Byrne, Byrom, Cahill, Donaldson, Furlong, Harkin, Kelly, McGinty, O'Dwyer   | Features new tracks recorded May 2017 and a few old tracks                |                  |                            |
| Celtic Thunder X                    | 2 March 2018                                | CD & DVD    | Byrne, Cahill, Kelly, McGinty, O’Dwyer                                      | A new show for 2018 to celebrate 10 Years of Celtic Thunder.              |                  |                            |
| Celtic Thunder: Homeland            | 12 March 2021                               | CD & DVD    | Byrne, Cahill, Donaldson, Harkin, Keegan, Kelly, McGinty, O'Dwyer, O'Hanlon | Nyt album og show, der fejre gruppens 10 år sammen                        |                  |                            |
| Celtic Thunder: Odyssey             | 24 November 2023 (CD) & 30 April 2024 (DVD) | CD & DVD    | Byrne, Cahill, Kelly (CD), McGinty, Scolard (DVD)                           | Nyt show fra 2023                                                         |                  |                            |
| Celtic Thunder: The Live Experience | 22 November 2024                            | CD          | Byrne, Cahill, McGinty, Scolard                                             | Live-indspilning af Celtic Thunder: Odyssey                               |                  |                            |
I 2015 genudgav Legacy hele Celtic Thunders bagkatalog, inklusive genudgivelser af Celtic Thunder, Celtic Thunder: Act Two, Take Me Home, It's Entertainment!, Christmas, Heritage, Storm, Voyage, New Voyage (oprindeligt Voyage II), Mythology og The Classic Christmas Album (oprindeligt Holiday Symphony). Nogle af sangene der blev sunget af Paul Byrom blev genindspillet af Emmett O'Hanlon eller Colm Keegan. Alle tracklister blev opdateret.

### Opsamlingsalbum
| Titel                                        | Udgivet         | Medieformat       | Noter                                                                                       |
| -------------------------------------------- | --------------- | ----------------- | ------------------------------------------------------------------------------------------- |
| Celtic Thunder: Ireland's Call               | 2010            | CD                | QVC bonus CD released along with It's Entertainment!; includes 5 tracks                     |
| Celtic Thunder: The Irish Collection         | 2011            | CD                | 11-track compilation released along with Storm; includes 1 new recording                    |
| Celtic Thunder: Heartland                    | 2012            | CD plus DVD       | 15-track compilation                                                                        |
| Celtic Thunder: Islands                      | 2013            | CD                | 12-track compilation released for Celtic Thunder Cruise 2013; includes 2 new recordings     |
| Celtic Thunder: Home                         | 2013            | DVD               | includes fan favourites from previous DVDs                                                  |
| Celtic Thunder: Myths & Legends              | 25 October 2013 | CD plus DVD       | Australian exclusive package; behind the scenes DVD plus 14-track CD Mythology leftovers    |
| Celtic Thunder: My Land                      | 18 April 2014   | CD plus DVD       | Australian exclusive package; documentary DVD plus 8-track CD including Mythology leftovers |
| George                                       | 2014            | CD & DVD          | 16-track George Donaldson tribute album                                                     |
| Celtic Horizons                              | 2014            | CD                | 16-track compilation released for Celtic Thunder Cruise 2014                                |
| Celtic Thunder: Celtic Roots Myths & Legends | 30 October 2015 | 3 CDs plus 3 DVDs | amazon.com exclusive set including the complete Mythology recording session                 |
| Celtic Thunder: Emmet Cahill's Ireland       | 2017            | CD                | 13 track album featuring Emmet Cahill                                                       |
| Celtic Thunder: Ireland                      | 2020            | CD                | 15 track album                                                                              |

### Livealbums
| Titel                                                      | Udgivet          | Medieformat             | Medvirkende                                     | Noter                                                                          | Certificering         |
| ---------------------------------------------------------- | ---------------- | ----------------------- | ----------------------------------------------- | ------------------------------------------------------------------------------ | --------------------- |
| Celtic Thunder: Live & Unplugged at Sullivan Hall New York | 2013             | CD & DVD                | Byrne, Cahill, Donaldson, Harkin, Keegan, Kelly | filmed in December 2012                                                        |                       |
| Celtic Thunder: Legacy, Vol. 1                             | 26 February 2016 | CD, DVD, Blu-ray, Vinyl | Byrne, Harkin, Keegan, Kelly, McGinty, O'Hanlon | McGinty is credited as "special guest"                                         | - ARIA: Gold (dvd)[7] |
| Celtic Thunder: Legacy, Vol. 2                             | 12 August 2016   | CD, DVD                 | Byrne, Harkin, Keegan, Kelly, McGinty, O'Hanlon | only available through PBS pledge drive until officially released in fall 2016 |                       |